# Anna Huber (Tänzerin)

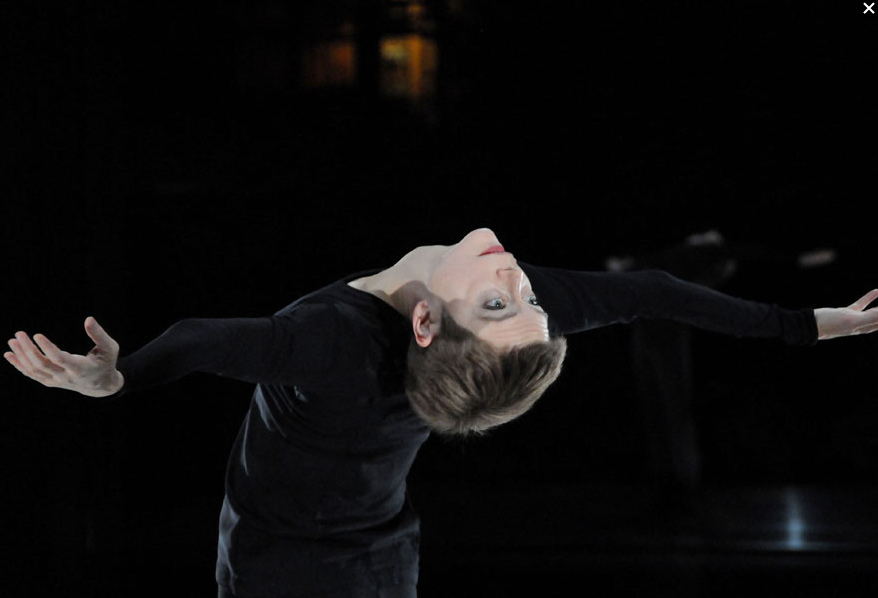
Anna Huber (2011)

Anna Huber (* 1965 in Zürich) ist eine Schweizer Tänzerin und Choreographin. Die international erfolgreiche Künstlerin ist Trägerin des Hans-Reinhart-Rings sowie des Schweizer Tanz- und Choreografiepreises.

## Leben
Nach der Matura und Tanzunterricht in Bern bei Beatrice Tschumi und Leonie Stein bildete sie sich 1985 bis 1988 am ch-Tanztheater in Zürich weiter. Danach studierte sie unter anderem bei Kazuo Ohno (Butoh), Meg Stuart (Performance), Susanne Linke (Solotanz) und Saburo Teshigawara (zeitgenössischer Tanz). Nach verschiedenen Engagements als Tänzerin, u. a. am Staatstheater Cottbus, choreographiert sie seit 1995 zahlreiche Soli, Duos, Gruppenstücke sowie architekturspezifische Projekte, mit denen sie international tourt. Ihre Arbeiten wurden mit zahlreichen internationalen Preisen und Stipendien ausgezeichnet, u. a. Hans Reinhart-Ring 2002, Schweizer Tanz- und Choreografiepreis 2010, Atelierstipendium New York City der Stadt Bern 2014, Fellowships Camargo Foundation (F) 2017, Bogliasco Foundation (I) 2015/20.
Sie arbeitet international als Dozentin und Mentorin an Universitäten und Hochschulen. 2008, 2013 und 2021 hat sie die Valeska-Gert Gastprofessur für Tanz und Performance an der Freien Universität Berlin inne.
Von 1989 bis 2008 lebte und arbeitete Anna Huber in Berlin. 1992–94 tanzte sie im Ensemble des Staatstheaters Cottbus in mehreren Inszenierungen Jo Fabians: 1992 Simple Swan und 1993 Lostills. Verlorene Stilleben, 1995 folgte Fabians Die Hawkingvariante am Hebbel-Theater Berlin. 1996 choreographierte und tanzte Huber face…à in der Regie von Helena Waldmann in Frankfurt a. M. und Berlin.
Während ihres Engagements am Staatstheater Cottbus begann Anna Huber 1993 ihre eigene choreographische Recherche. 1995 gelang ihr mit der dritten Soloproduktion in zwischen räumen der internationale Durchbruch. Seither kreierte sie zahlreiche Soli, Duette und Gruppenstücke, mit denen sie international erfolgreich tourt. Seit 2002/2003 entwickelt sie die architekturspezifischen Performances «umwege».
2008, 2013 und 2021/22 war Anna Huber Valeska-Gert-Gastprofessorin am Institut für Theaterwissenschaft der Freien Universität Berlin. Seit 2007 war sie, im Rahmen des gesamtschweizerischen Förderprogramms Projekt Tanz, für drei Jahre Artist-in-Residence in der Dampfzentrale Bern.

## Werkverzeichnis
Eigene Choreographien:
- dualLein (1993)
- brief (1994)
- in zwischen räumen (1995)
- brief letters (1996)
- unsichtbarst (1998/2008)
- die anderen und die gleichen (erste Gruppenchoreographie, 1999)
- l’autre et moi, Anna Huber und Lin Yuan Shang (1999)
- Stück mit Flügel, Anna Huber mit Susanne Huber (Klavier) (2001).
- two, too, Anna Huber mit Kristýna Lhotáková (2001)
- umwege, Anna Huber mit Fritz Hauser (Percussion) (seit 2002)
- wolkenstück (Gruppenstück für fünf Tänzer) (2004)
- hierundoderhierundoderhierundoderdort / two ones, Anna Huber mit Kristýna Lhotáková (2004)
- trois de pas (2005)
- handundfuss, Anna Huber mit Fritz Hauser (Percussion) (2006)
- Eine Frage der Zeit (2008)
- timetraces, Anna Huber mit Martin Schütz (site-specific seit 2009)
- tasten, Anna Huber mit Susanne Huber und André Thomet (Klavierduo huber/thomet) (2010)
- Aufräumarbeiten im Wasserfall, Anna Huber mit Yves Netzhammer (2011)
- zwischen jetzt, Anna Huber mit Isabel Mundry, 5 Dancers (2013)
- tabula rasa, Anna Huber mit Chris Lechner; Live-music: Martin Schütz (cello), Julian Sartorius (percussion) (2015/16)
- salle des horizons, Anna Huber mit Martin Schütz (2017)
- fingerdances, Video-Installation (2018)
- unsichtbarst²,  Anna Huber (seit 2018)

## Preise und Auszeichnungen
- 1998: «Bemerkenswerteste Nachwuchs-Choreografin» laut Zeitschrift Ballett International/Tanz aktuell
- 2001: Ellys-Gregor-Förderpreis der Mary-Wigman-Gesellschaft in Köln
- 2002: Hans Reinhart-Ring (die höchste Auszeichnung im Schweizer Theaterschaffen)
- 2002: Tanz-der-Dinge-Kritikerpreis
- 2005: Atelierstipendium der Zuger Kulturstiftung Landis & Gyr (halbjähriger London-Aufenthalt)
- 2010: Schweizer Tanz- und Choreografiepreis.[3]
- 2014 6 Monate Atelier-Stipendium in New York City der Stadt Bern
- 2015 Bogliasco Foundation Fellowship, Bogliasco, Italia
- 2016 Off Stage Stipendium Kanton Bern
- 2017 Fellowship Camargo Foundation Core Program, Cassis, France
- 2020 Bogliasco Foundation Fellowship, Bogliasco, Italia
- 2021 Stipendium Landis & Gyr Stiftung
- 2021 „Continuer“ Stipendium Kanton Bern